# Vũ Hoa
Vũ Hoa (chữ Hán giản thể: 雨花区, Hán Việt: Vũ Hoa khu) là một quận thuộc địa cấp thị Trường Sa, tỉnh Hồ Nam, Cộng hòa Nhân dân Trung Hoa. Vũ Hoa giáp Phù Dung về phía bắc, Thiên Tâm về phía tây. Quận này có diện tích 115,2 km2, dân số năm 2001 là 310.000 người. Quận này được chia ra các đơn vị hành chính gồm 12 nhai đạo và 1 trấn. Quận lỵ nằm ở đường Vạn Gia Lệ.